# Angy Fernández
Ángela Fernández (Palma, 5 de setembre de 1990), més coneguda com a Angy, és una cantant i actriu mallorquina que va quedar finalista al concurs Factor X de Cuatro el 2007, va guanyar l'edició de 2011 del programa de televisió Tu cara me suena, i va participar en la sèrie Física o química. El novembre del 2023, es va anunciar que participaria en el Benidorm Fest 2024, el concurs de preselecció del representant d'Espanya al Festival de la Cançó d'Eurovisió 2024.

## Discografia
- Angy (Sony Music, 2008)[2]
- Drama Queen (Ariola, 2013)[4]